# Fehérhasú ökörszem
A fehérhasú ökörszem vagy Bewick-ökörszem (Thryomanes bewickii) a madarak osztályának verébalakúak (Passeriformes)  rendjébe és az ökörszemfélék (Troglodytidae) családjába tartozó faj. Népiesen csaláncsattogtatónak nevezik.

## Előfordulása
Kanada, az Amerikai Egyesült Államok és Mexikó területén honos.

## Alfajai
- Thryomanes bewickii altus – Thryomanes bewickii anthonyi – Thryomanes bewickii atrestus – Thryomanes bewickii bewickii – Thryomanes bewickii brevicauda – Thryomanes bewickii calophonus – Thryomanes bewickii cerroensis – Thryomanes bewickii charienturus – Thryomanes bewickii cryptus – Thryomanes bewickii drymoecus – Thryomanes bewickii eremophilus – Thryomanes bewickii leucophrys – Thryomanes bewickii magdalenensis – Thryomanes bewickii marinensis – Thryomanes bewickii mexicanus – Thryomanes bewickii muriunus – Thryomanes bewickii pulichi – Thryomanes bewickii sadai – Thryomanes bewickii spilurus

## Megjelenése
Testhossza 13 centiméter. Tollazata felül vörösesbarna, alul világosabb. Szemöldöksávja hosszú, keskeny.
|  |

## Életmódja
A talajon keresgéli rovarokból álló táplálékát.

## Szaporodása
Hasadékba vagy odúba rakja csésze alakú fészkét. Egy fészekalj 5–7 tojás.